# Godefroid Stas

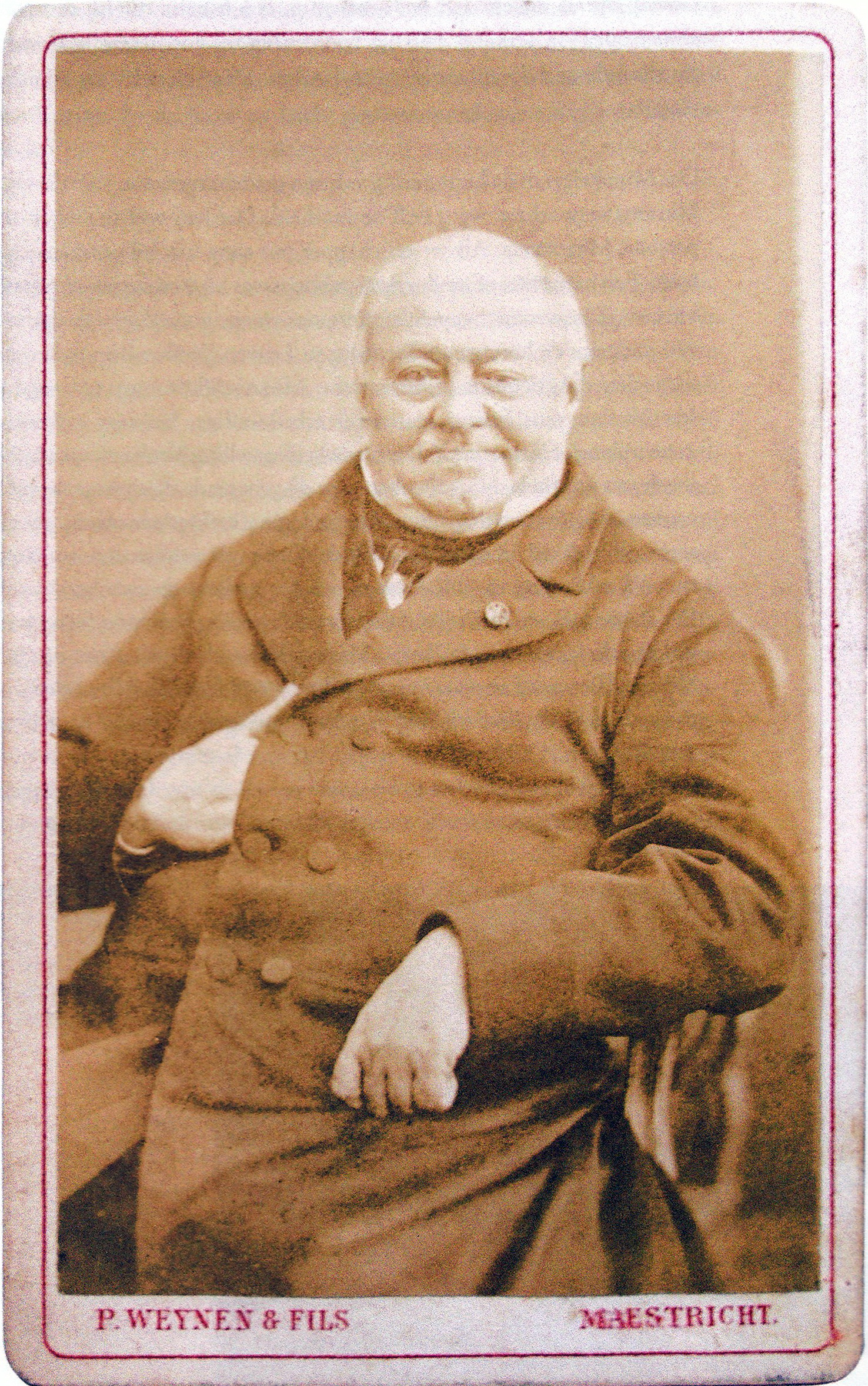
Godefroid Stas na zijn pensionering, ca. 1870

Godefridus Josef Hubertus (Godefroid) Stas (Maastricht, 23 maart 1802 - Beek, 10 november 1876) was een Nederlands-Belgisch rechtsgeleerde en rechter. 

## Levensloop
Godefroid Stas werd in 1802 geboren in een oud Maastrichts patriciërsgeslacht, dat al vanaf de 16e eeuw bestuursfuncties in Maastricht en omgeving uitoefende. Maastricht was op dat moment een Franse stad (1794-1814). Godefroid volgde aanvankelijk Franstalig onderwijs aan het Collège de la ville de Maestricht, vanaf 1816 tweetalig onderwijs aan het Koninklijk Atheneum van Maastricht. Na een studie rechten in Luik (1820-1824) werd Stas advocaat te Maastricht. Daar werd hij in 1827 rechter in de arrondissementsrechtbank. In 1829 huwde hij de burgemeestersdochter Maria Capitaine. Het echtpaar kreeg drie kinderen, van wie er twee jong stierven. Ook Maria Capitaine stierf jong, in 1841.

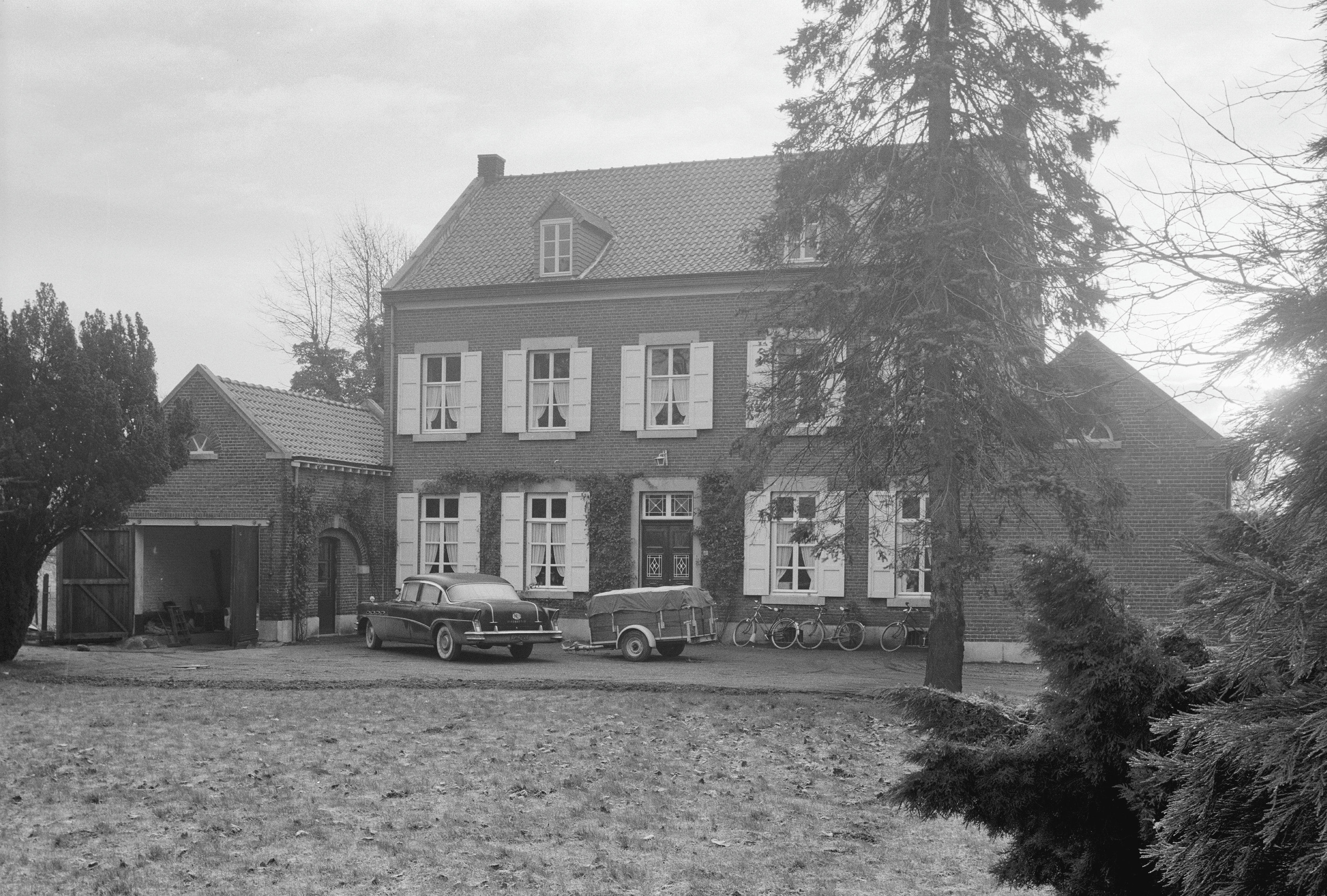
De Nieuwenhof, buitenverblijf van Stas in Beek (L.)

Bij de Belgische Opstand in 1830 hield Stas zich aanvankelijk afzijdig van degenen, die in Maastricht voor de afscheiding ijverden (waaronder de advocaat Theodoor Weustenraad). Als onderzoeksrechter trad hij meerdere keren op tegen rebellerende stadsgenoten. Toen de Luikse hoogleraar Johannes Kinker in oktober 1830 in Maastricht arriveerde (nadat hij enige tijd in Luik gegijzeld was geweest), werd hij door Stas verwelkomd. Kinker stelde later vast dat Stas trouw was gebleven aan het Nederlandse gezag. Het in staat van beleg verkerende Maastricht bleef tegen de verwachting in Nederlands, zodat Stas en vele stadsgenoten zich gedwongen voelden een keuze te maken tussen Nederland en België. Over de motieven van Stas om uiteindelijk voor België te kiezen, is niets bekend, maar diverse juristen maakten uit economische overwegingen dezelfde keuze. Eind maart 1831 verleende militair opperbevelhebber Dibbets hem eervol ontslag van de ingekrompen Maastrichtse rechtbank. Nog geen maand later werd hij benoemd tot rechter van de "in Tongeren vergaderende rechtbank van Maastricht" (opgericht bij besluit van de provisorische Belgische regering van 24 februari 1831). Pas nadat hij in oktober 1832 was benoemd tot onderzoeksrechter aan deze rechtbank, verhuisde hij van Maastricht naar Tongeren. Korte tijd later werd hij rechter in Luik, waar hij opklom tot procureur-generaal en raadsheer van het Hof van Beroep. In 1845 werd hij benoemd tot raadsheer van het Hof van Cassatie te Brussel, een functie die hij tot 1864 bleef uitoefenen, toen hij wegens ziekte zijn ontslag moest indienen. Stas was in deze periode tevens inspecteur van het middelbaar onderwijs in België.
Na zijn ontslag keerde Stas terug naar Nederland, waar hij zijn laatste levensjaren doorbracht op het buitenverblijf De Nieuwenhof in  Beek.

## Eerbewijzen
In 1846 werd Stas benoemd tot ridder in de Leopoldsorde, in 1856 werd hij officier en in 1860 commandeur in deze orde. Door de Russische regering werd hij vanwege zijn adviezen op het gebied van onderwijshervormingen benoemd tot ridder in de Orde van Sint-Anna.

## Nalatenschap

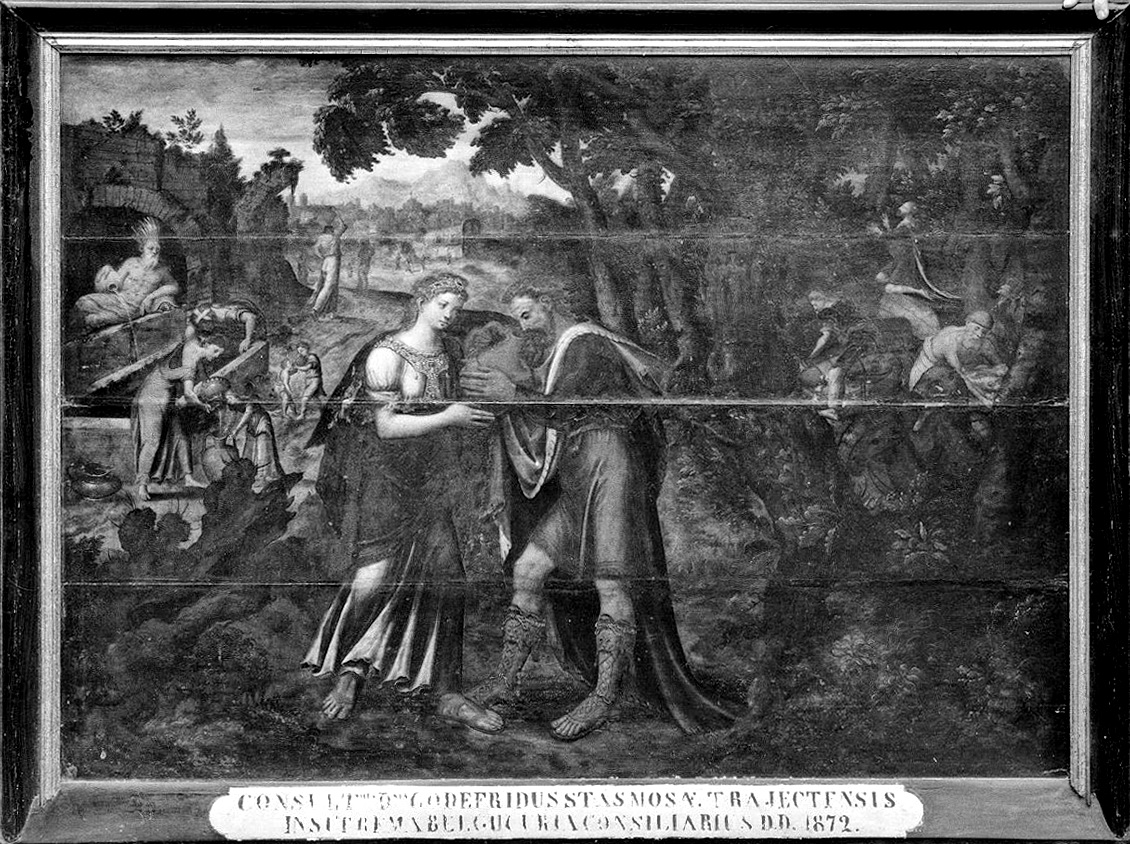
Schilderij uit de kunstcollectie Stas

Godefroid Stas was al vroeg geïnteresseerd in de regionale geschiedenis en cultuur. Van 1824-1830 was hij lid van de in 1822 in Maastricht opgerichte Société des Amis des Sciences, Lettres et Arts. In 1863 was hij medeoprichter van het Limburgs Geschied- en Oudheidkundig Genootschap. Een allegorisch schilderij uit zijn kunstcollectie is in bezit van de Sint-Monulphus en Gondulphuskerk in Berg en Terblijt.
Stas publiceerde diverse werken over rechtshistorie en onderwijsorganisatie, en daarnaast enkele biografische schetsen. In de stadsbibliotheek van Maastricht (Centre Céramique) bevindt zich de door hem nagelaten 'Collectie Stas', bestaande uit circa 1400 boeken en handschriften uit de periode 1500-1870, vooral met betrekking tot juridische en historische onderwerpen. Een deel van de boekencollectie was afkomstig van Godefroid's vader, Jean Henri Stas (1758-1807), onder andere een verzameling waardevolle kruidenboeken.
- Digitale Bibliotheek voor de Nederlandse Letteren: stas006
- International Standard Name Identifier: 0000 0003 9286 4414
- Nederlandse Thesaurus van Auteursnamen: 071023224
- Virtual International Authority File: 287003780
- WorldCat: E39PBJB8mV3YWvxHgJ489Xg7pP